# Foresta di bambù di Arashiyama e Sagano
La foresta di bambù di Arashiyama e Sagano (嵐山竹林?) è un'area naturale protetta presente ad Arashiyama.

## Storia
La foresta di bambù di Arashiyama e Sagano si trova in una riserva naturale dell'ampiezza di circa 160.000 metri quadrati, nell'area di Arashiyama. I bambù della foresta vengono usati come materie prime anche nell'artigianato locale, per la creazione di cestini, sedie e borse; tale "disboscamento" è permesso poiché, contemporaneamente e in proporzione, vengono piantati nuovi alberi.
La CNN ha incluso la foresta nel suo elenco delle 100 migliori strade del mondo, mentre il ministero dell'ambiente l'ha inserita nella lista dei 100 suoni del Giappone, raccolta dei principali rumori che caratterizzano la nazione nipponica. A partire dal 2015 la foresta è liberamente visitabile in ogni momento della giornata, senza restrizioni di orario, come precedentemente avveniva. 
La foresta si trova vicino al Tenryū-ji, tempio riconosciuto a partire dal 1994 come patrimonio UNESCO e sede della scuola Rinzai-shū. Per accedere al parco è necessario percorrere il ponte Togetsukyō, il quale funge anche da "luogo panoramico".